# Rio Grebla (Olt)
O Rio Grebla é um rio da Romênia, afluente do Băiaşu, localizado no distrito de Vâlcea.